# Chiara Lapi
Chiara Lapi (San Miniato, 3 marzo 1991) è una pallavolista italiana, di ruolo centrale.

## Carriera
La carriera di Chiara Lapi inizia nella stagione 2007-08 quando entra a far parte del Bergamo, giocando per la squadra giovanile ed ottenendo allo stesso stempo qualche convocazione in prima squadra in Serie A1; l'annata successiva passa all'Asystel di Novara, dove resta per due stagioni, alternandosi, nella prima annata, tra la squadra giovanile e quella in Serie A1, mentre nella seconda entra stabilmente in prima squadra.
Per il campionato 2010-11 veste la maglia della Robur Tiboni Urbino, con cui si aggiudica la Coppa CEV, mentre per il campionato seguente è alle Terre Verdiane di Fontanellato in Serie A2; poco dopo l'inizio della stagione 2012-13 si trasferisce al Forlì Bologna, in massima divisione, ma nella stagione 2013-14 torna nella serie cadetta ingaggiata dalla Savino Del Bene.
Nella stagione 2014-15 è ancora in Serie A2 giocando per il Libertas Aversa, mentre nella stagione 2015-16 gioca in Serie B1, acquistata dalla Millenium Brescia, dove resta per due annate conquistando la promozione in Serie A2, categoria dove milita con lo stesso club nella stagione 2016-17.
Per il campionato 2017-18 si accasa alla neopromossa Pesaro, in Serie A1, mentre nel campionato successivo è nuovamente in Serie A2 per difendere i colori della Wealth Planet Perugia: durante la stagione subisce tuttavia un infortuno che la costringe ad interrompere il campionato. 
Per la stagione 2019-20, risolto l'infortunio, si trasferisce alla Megavolley, in Serie B1, dove resta per una annata.

## Palmarès

### Club
- Coppa CEV: 1

2010-11